# Tchernihiv
Tchernihiv (en ukrainien : Черні́гів) ou Tchernigov (en russe : Черни́гов ; en polonais : Czernihów) est une ville d'Ukraine et la capitale administrative de l'oblast de Tchernihiv. Sa population est estimée à 282 747 habitants en 2022 .

## Géographie
Tchernihiv est située sur la rive droite de la Desna, à 131 km au nord de Kyïv.

## Histoire
Les recherches archéologiques suggèrent une implantation humaine sur le site de l'actuelle Tchernihiv à partir du VIIe siècle.
Tchernihiv, ou Tchernigov en langue russe, est l'une des plus anciennes et des plus importantes villes de la Rus' de Kiev. La première mention de la ville remonte à 907 dans un traité de Constantinople, signé entre la Rus' de Kiev et l'Empire byzantin pour mettre fin à la guerre qui les opposait.
Du XIe au XIIIe siècle, elle est la capitale de la principauté de Tchernigov.
Tchernihiv est prise et mise à sac par les Mongols en 1239. À compter de cette date, elle perd de son importance, et reste une ville secondaire pendant plusieurs siècles.
À partir de 1370, elle appartient au Grand-duché de Lituanie, puis elle est rattachée à la principauté de Moscou (1503).
En 1611, la ville est cédée à la Pologne (Czernihów), mais elle repasse sous souveraineté russe en 1654, dans le cadre de l'État ukrainien de Bogdan Khmelnitski.
En 1786, la ville est une bourgade surtout peuplée de Petits Russiens (Ukrainiens) petits artisans ou commerçants (2 386), ou encore paysans (1 124), et aussi de Cosaques (164), de prêtres, de diacres et de leurs familles (141) et de moines ou religieuses (51). Il y a 705 foyers, 4 briqueteries, 4 monastères, 12 églises. Catherine II fait fermer trois monastères sur les quatre en 1786.
En 1802, la ville devient la capitale du gouvernement de Tchernigov de l'Empire russe.
La construction du chemin de fer redonne une importance économique à la ville. La gare de Tchernihiv est construite en 1893. Sa population compte 27 716 habitants en 1897 et 35 850 habitants en 1913. Les rues sont éclairées au gaz, puis électrifiées en 1895.
Au début du XXe siècle, on trouve quinze hôtels à Tchernigov, neuf auberges, trois cabarets-buffets, une poste et un central téléphonique (pour 138 abonnés en 1912), une banque, trois caisses d'épargne, une caisse de crédit, un mont-de-piété. Le grand marché se tient quatre fois par an et le marché habituel trois fois par semaine, le lundi, le mercredi et le vendredi. Il y a 734 magasins et échoppes en ville en 1910. L'enseignement secondaire est assuré au début du XXe siècle par deux écoles professionnelles, deux lycées de commerce, une école supérieure agricole, un grand séminaire et une école secondaire religieuse de garçons. En 1897, 53 % des habitants de la ville savent lire et écrire. Le premier enseignement en langue ukrainienne est ouvert après la révolution d'Octobre au lycée.
Le pouvoir bolchévique s'installe à Tchernigov le 1er février 1918, mais la ville est prise par l'armée austro-allemande quelques semaines plus tard, le 12 mars 1918, et elle transmet le pouvoir à la dictature de Petlioura à la fin de l'année 1918. Les partisans de ce dernier s'enfuient de la ville le 12 janvier 1919, après l'intervention des armées rouges.
Tchernigov intègre la République socialiste soviétique d'Ukraine, au sein de l'Union soviétique.
Le recensement de 1926 compte 35 000 habitants dont 57 % d'Ukrainiens, 20 % de Russes et 10 % de Juifs. Cette année voit aussi l'ouverture du théâtre Taras Chevtchenko, en 1934, c'est au tour de la salle de concert de l'orchestre philharmonique et du musée Kotsioubinski et deux ans plus tard, du stade de Tchernihiv.
En 1932, elle devient la capitale administrative de l'oblast de Tchernigov (ou de Tchernihiv en langue ukrainienne). Elle acquiert le statut de ville d'importance régionale (uk), qui lui confère une administration distincte du raïon qui porte son nom.
La ville est presque entièrement détruite pendant la Grande Guerre patriotique (nom de la Seconde Guerre mondiale en URSS). La Luftwaffe bombarde Tchernigov en août 1941, ce qui détruit 70 % des habitations. La ville est occupée le 9 septembre 1941. Trois mille habitants juifs sont tués après emprisonnement et des dizaines de milliers sont fusillés dans les environs de la ville. En deux ans d'occupation, le nombre de victimes dans la région s'élève à 52 500. La résistance s'organise autour d'Alexeï Fiodorov et d'autres partisans. Finalement la 13e armée du front central de l'Armée rouge, sous le commandement de Nikolaï Poukhov, libère la ville le 21 septembre 1943, après trois jours de combats acharnés. Tchernihiv est aux trois-quarts détruite.

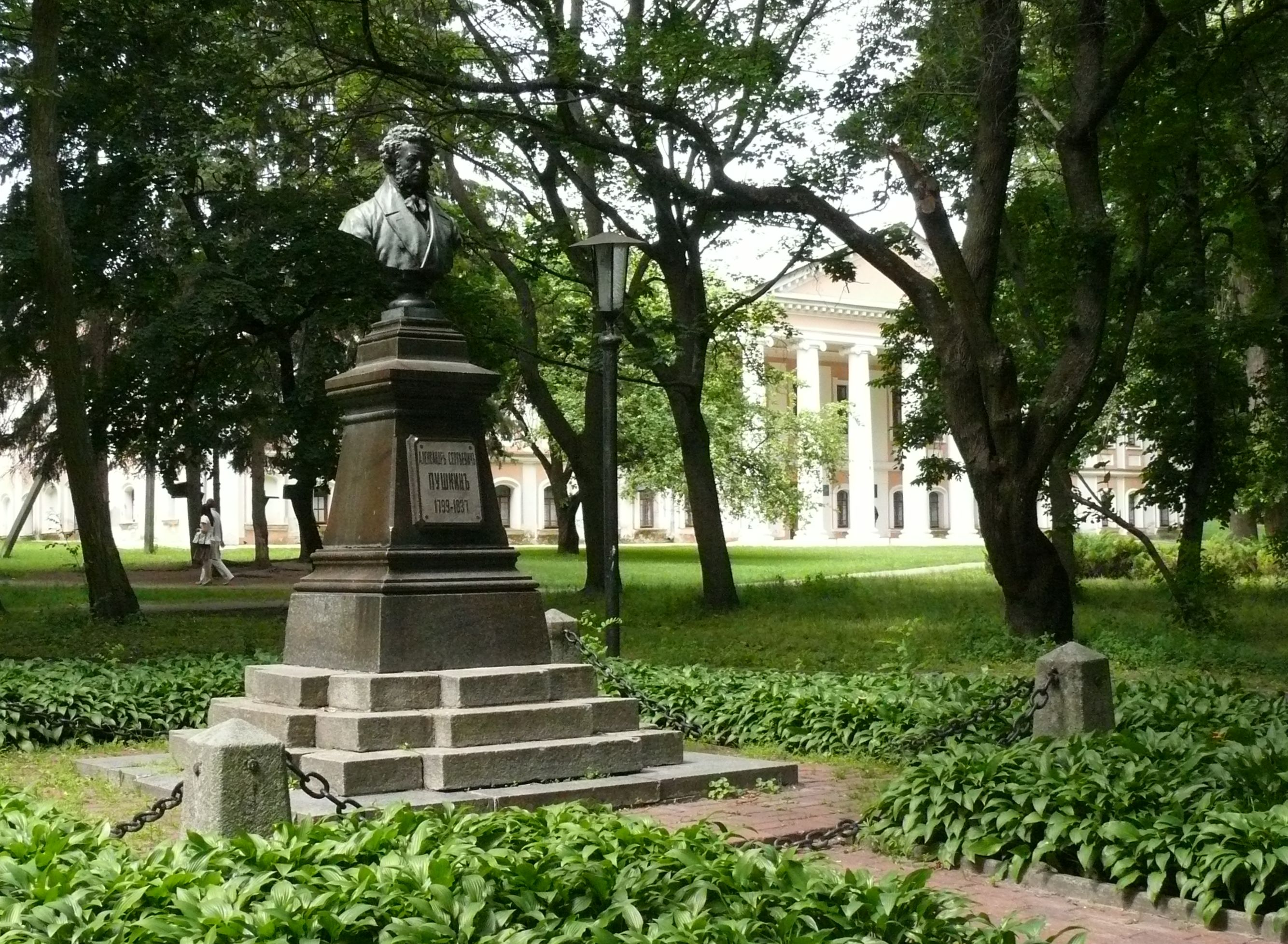
Buste de Pouchkine à Tchernigov, inauguré en 1900.
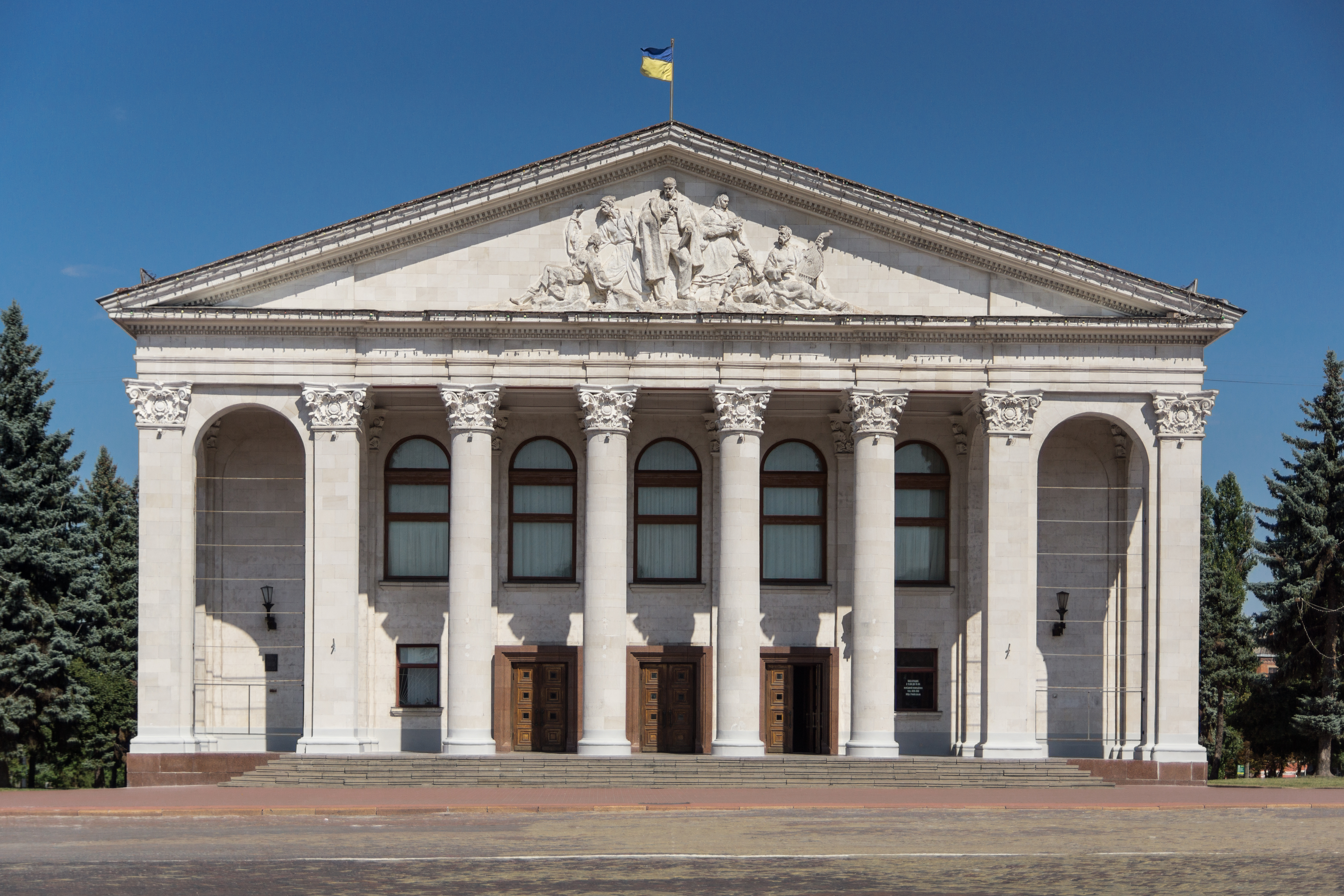
Colonnade du théâtre Chevtchenko.
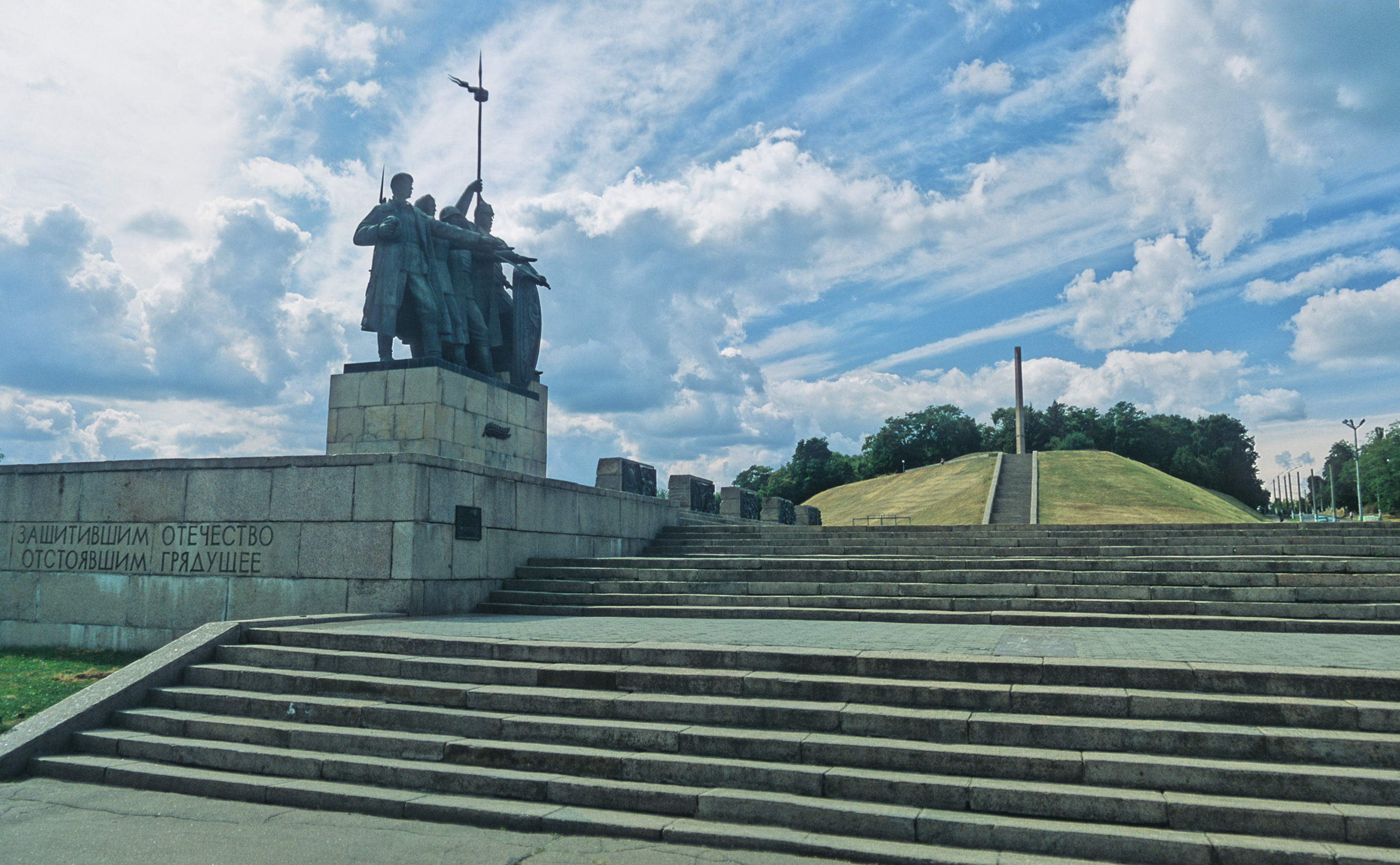
Monument aux morts de la Seconde Guerre mondiale au monts Boldina.
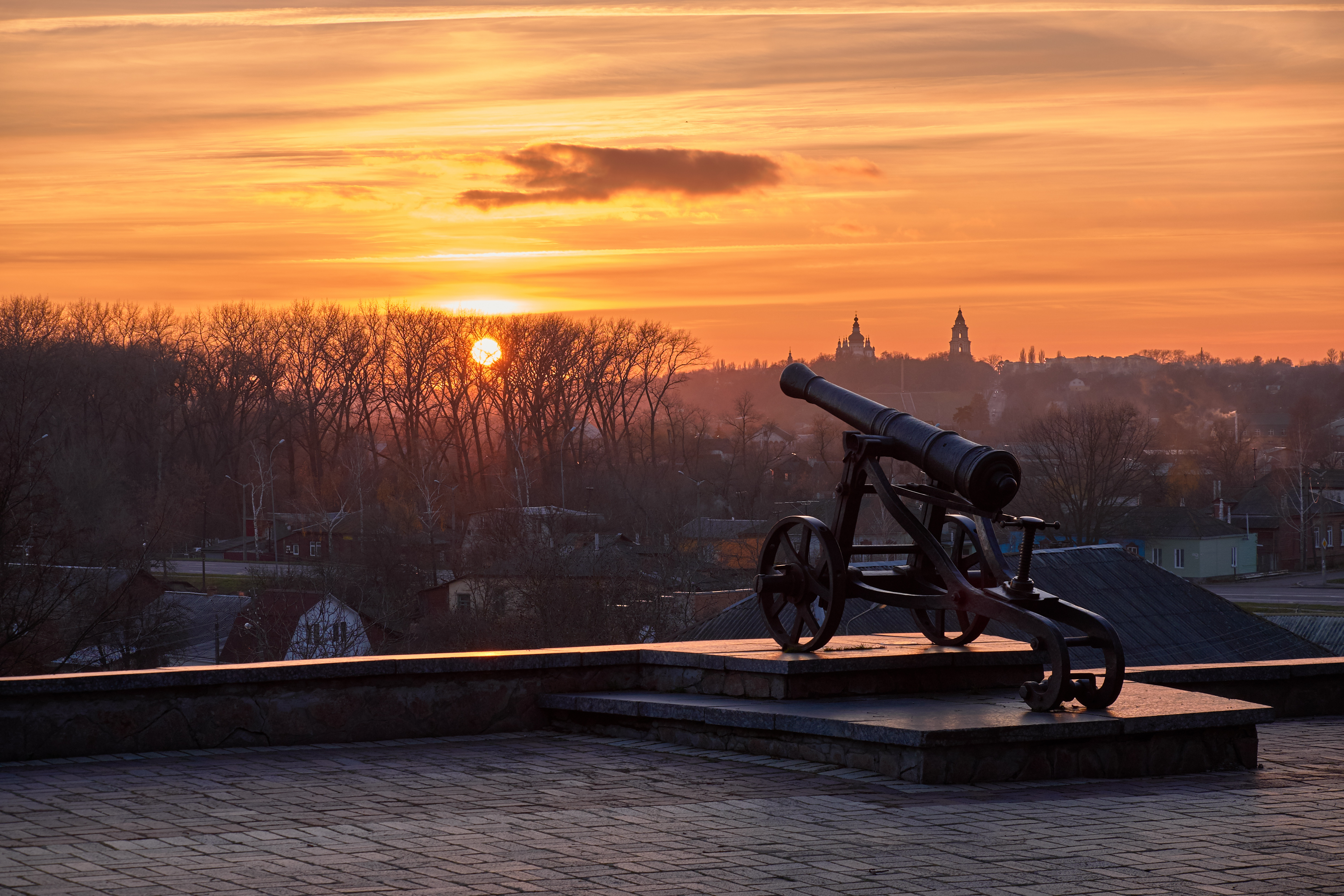
Les canons de Tchernihiv, Гармати з бастіонів Чернігівської фортеці (uk).

Tchernigov est reconstruite après la guerre. La gare est reconstruite en 1948 sur les plans de l'architecte Guennadi Granatkine (uk), et mise en service en 1950.
La ville connaît alors une forte expansion démographique. Elle compte 90 000 habitants en 1960 (69 % d'Ukrainiens, 20 % de Russes, 8 % de Juifs, 1 % de Polonais), 159 000 habitants en 1970 et 245 000 habitants en 1980.
L'Université nationale polytechnique de Tchernihiv (uk) est fondée en 1960. L'usine textile Tcheksil (uk), mise en service en 1963, devient l'un des plus grands établissements industriels de la ville. Tchernigov est desservie par un aéroport de Tchernihiv. Une base aérienne de Tchernihiv est construite et accueille un centre de formation des militaires. Une statue de Lénine est érigée en 1964.
Lors de la dislocation de l'URSS en 1991, Tchernihiv est incorporée à l'Ukraine indépendante.
La base aérienne de Tchernihiv ferme ses portes dans les années 1990, et l'aéroport de Tchernihiv est fermé en 2002 la ville est le lieu du Commandement opérationnel nord.
En février 2014, les manifestants du mouvement Euromaïdan détruisent la statue de Lénine, comme dans d'autres villes où ont lieu de nombreux actes de démolition des monuments dédiés à Lénine en Ukraine.
La réforme de l'administration territoriale de l'Ukraine de 2020 (uk) supprime le statut de ville d'importance régionale (uk). La ville est incorporée au raïon de Tchernihiv, dont elle est le centre administratif.
En février 2022, Tchernihiv est assiégée lors de la guerre russo-ukrainienne. La bataille de Tchernihiv qui se déroule du 24 février au 4 avril 2022 débouche sur une victoire ukrainienne.

## Population
Recensements ou estimations de la population :
| 1801  | 1844   | 1897*  | 1923*  | 1926*  |
| ----- | ------ | ------ | ------ | ------ |
| 4 000 | 12 000 | 27 716 | 34 979 | 34 359 |

| 1939*  | 1959*  | 1970*   | 1979*   | 1989*   |
| ------ | ------ | ------- | ------- | ------- |
| 68 597 | 89 585 | 158 873 | 238 141 | 296 347 |

| 2001*   | 2011    | 2012    | 2013    | 2014    |
| ------- | ------- | ------- | ------- | ------- |
| 304 994 | 296 896 | 296 723 | 296 089 | 295 670 |

| 2020    | 2022    | - | - | - |
| ------- | ------- | - | - | - |
| 286 899 | 282 747 | - | - | - |

Le taux de natalité en 2012 était de 9,5 pour mille avec 2 768 naissances (contre un taux de natalité de 9,4 pour mille en 2011 pour 2 728 naissances) tandis que le taux de mortalité était de 11,7 pour mille avec 3 369 décès (contre un taux de mortalité de 11,3 pour mille en 2011 pour 3 293 décès).

### Structure par âge
0-14 ans : 12,5 %  (homme 18 735/femme 17 675)
15-64 ans : 74,4 %  (homme 101 774/femme 114 039)
65 ans et plus : 13,1 %  (homme 12 968/femme 25 078) (2013 officiel)

## Administration
Les élections locales ukrainiennes de 2015 (uk) sont remportées par le Bloc Petro Porochenko (BPP) à Tchernihiv. Vladyslav Atrochenko (uk) est élu maire de la ville.
Celui-ci est réélu lors des élections locales ukrainiennes de 2020, sous l'étiquette « Maison natale (uk) ».
Le 7 décembre 2022, le tribunal du district de Yavoriv a démis Atrochenko du poste de maire de Tchernihiv car il aurait été allégué qu'au début de la guerre, il avait sorti sa famille des bombardements dans une voiture officielle.Le 16 décembre 2022, on a appris qu'Atrochenko avait écrit une déclaration au Service de sécurité ukrainien (SBU) et à la police. Atrochenko estime qu'il est constamment surveillé. Avant cela, le mouvement « Chesno », l'Association des villes d'Ukraine, le Comité des électeurs d'Ukraine, des avocats et d'autres experts avaient qualifié cela de pression politique sur les maires et d'attaque contre l'autonomie locale.À compter du 1er février 2023, Oleksandr Lomako  est devenu maire de Tchernihiv.

## Culture et patrimoine

### Musées
- musée des antiquités ukrainiennes Vassily Tarnovsky.
- musée régional d'art de Tchernihiv, (Ukrainien: Чернігівський обласний художній музей імені Григорія Ґалаґана).

Le musée possède de nombreuses icônes ukrainiennes et une collection de portraits ukrainiens, qui illustre le développement de ce genre sur deux siècles - de la fin du XVIIe siècle au début du XXe siècle.

### Les Monts Boldina
Les Monts Boldina, parc naturel, accueille le monument aux morts, le monastère de la Trinité Elie et les grottes de Saint-Antoine qui sont tous classés.

### Personnalités
Sont nés à Tchernihiv :
- Iaropolk II (1082-1139), Grand-prince de la Rus' de Kiev
- Sviatoslav III (1116-1194), prince de la Rus' de Kiev
- Maria Zankovetska (1854-1934), actrice, est née dans un village de la région et a fait ses études au lycée de filles de Tchernihiv
- Mariya Deysha-Sionitskaya (1859-1932), chanteuse d'opéra et de chambre russe
- Sergueï Platonov (1860-1933), historien russe et académicien de l'Académie des sciences de Russie
- Olga Della-Vos-Kardovskaïa (1875-1952), femme peintre
- Angelica Balabanova (1878-1965), révolutionnaire
- Vladimir Antonov-Ovseïenko (1883-1938), homme politique et diplomate soviétique
- Paul Bogatirenko (1907-1979, actrice dramatique soviétique
- Anatoli Rybakov (1911-1998), écrivain russe et soviétique
- Vladimir Savon (1940-2005), champion d'échecs soviétique
- Oleh Liachko (°1972), parlementaire ukrainien
- Nina Lemesh (°1973), biathlète ukrainienne
- Oksana Khvostenko (°1977), biathlète ukrainienne
- Ioulia Svyrydenko (°1985), femme politique ukrainienne

A eu un rôle important à Tchernihiv :
- Isaac Schneersohn.
- Viktor Nikoliouk, citoyen d'honneur pour son rôle lors de l'invasion par la Russie.

### Patrimoine religieux
- Église de la Transfiguration-du-Sauveur, XIe siècle
- Monastère de l'Assomption d'Eletski, XIe siècle et sa cathédrale de l'Assomption de Yelets.
- Église Saint-Élie, XIIe siècle
- Église Saint-Boris-et-Saint-Gleb, 1120
- Église Sainte-Parascève (ou Piatniskaïa), fin du XIIe siècle
- Église Sainte-Catherine, fin du XVIIe siècle
- Cathédrale de la Sainte-Trinité, 1679-1695, où repose la dépouille de saint Théodose de Tchernigov (mort en 1696, canonisé en 1896)

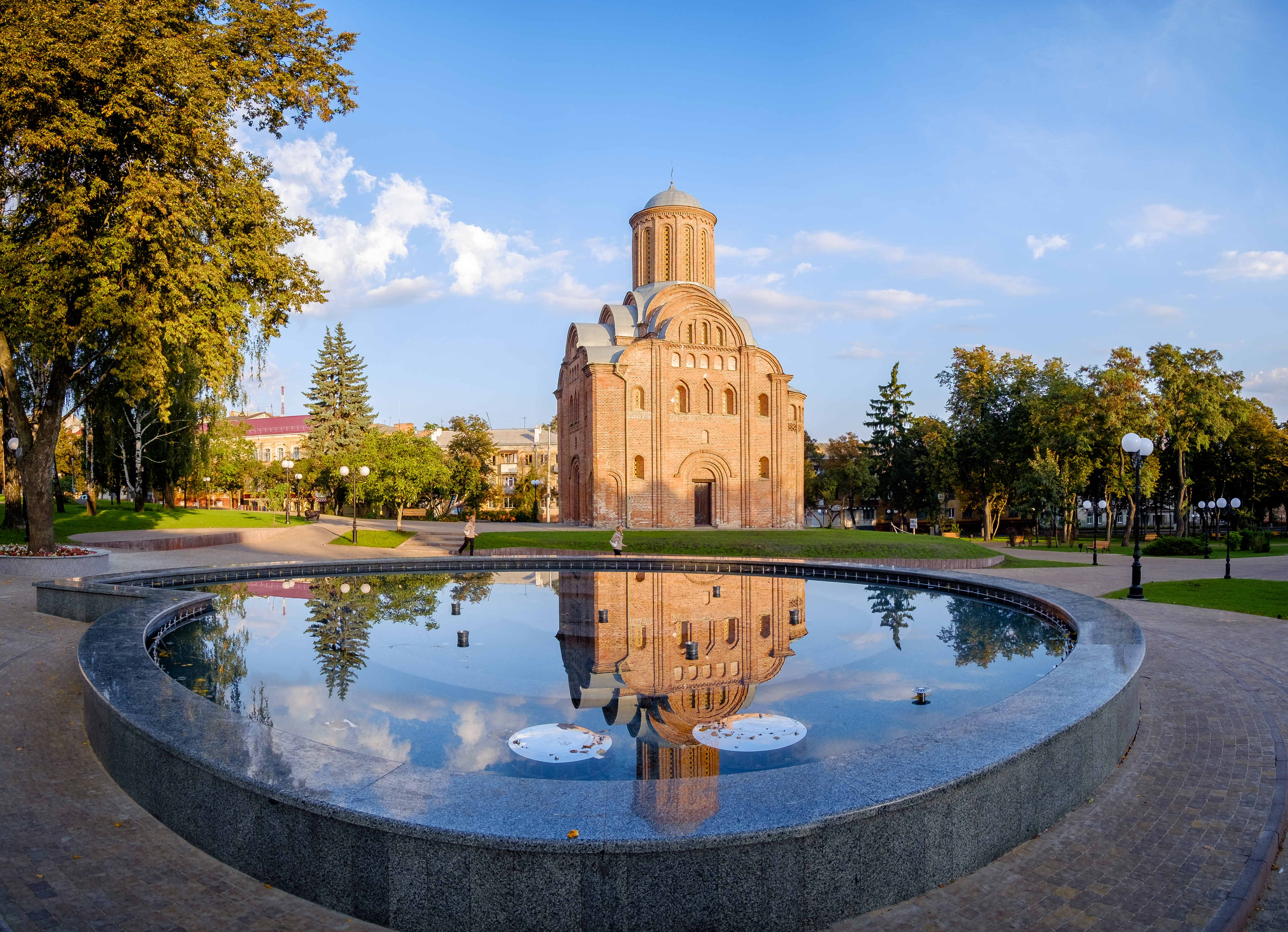
Vue de l'église Sainte-Parascève
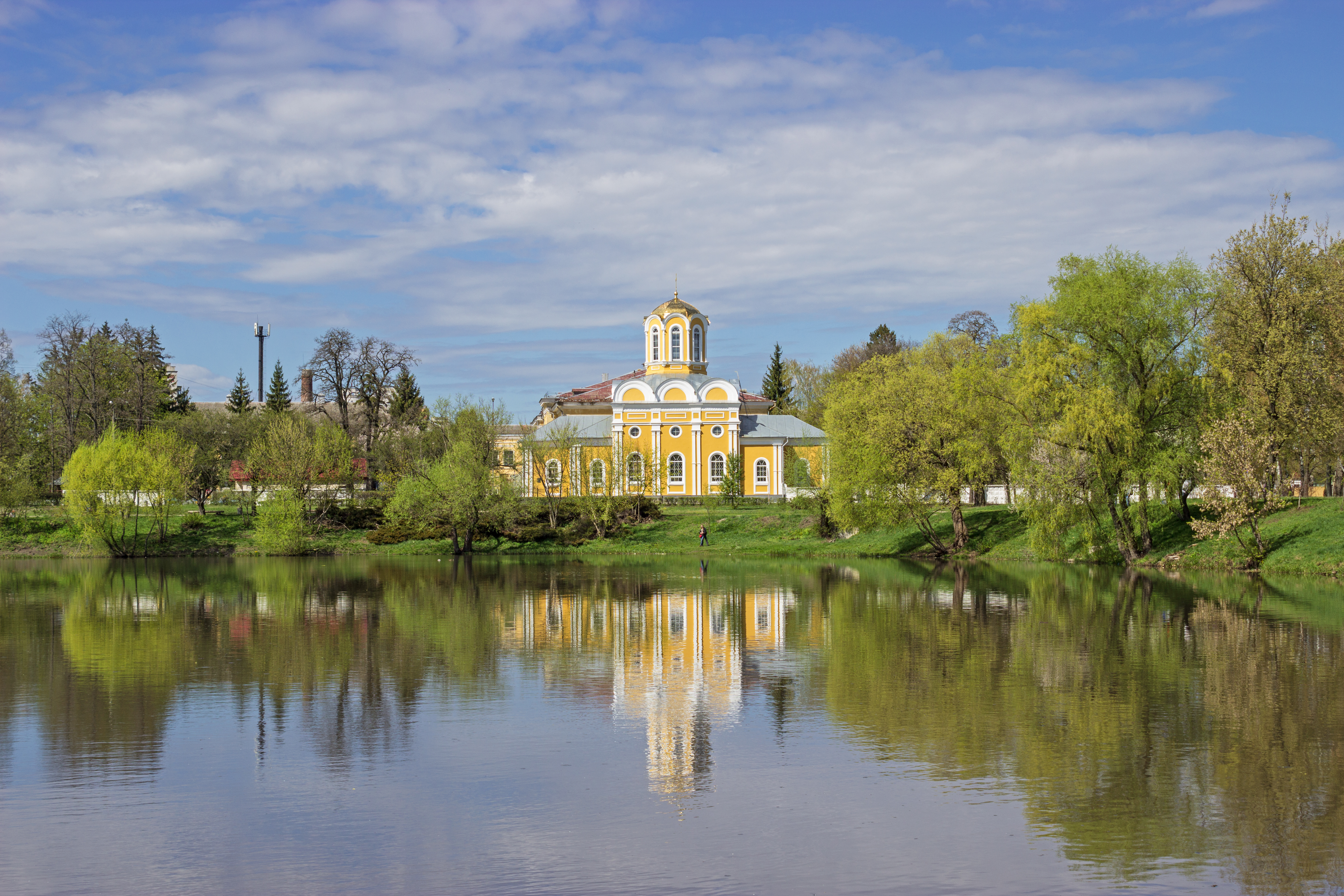
L'Église Saints-Michel-et-Théodore de Tchernihiv (uk), Avril 2016.
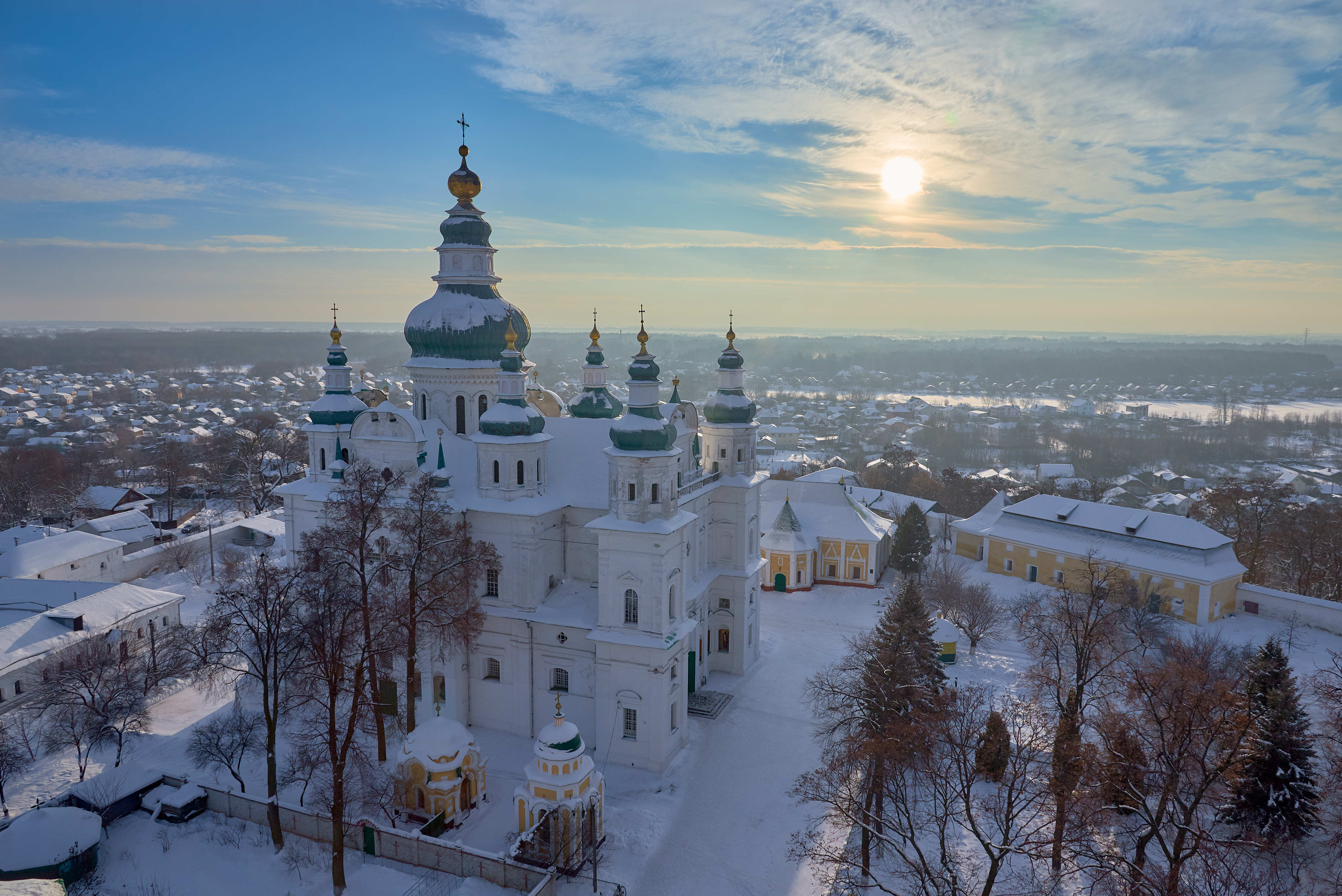
Monastère de la Trinité-Saint-Élie de Tchernihiv (uk), Janvier 2019.